# Valgreghentino
Valgreghentino es una localidad y comune italiana de la provincia de Lecco, región de Lombardía, con 3.014 habitantes.

## Evolución demográfica
| Gráfica de evolución demográfica de Valgreghentino entre 1861 y 2001 |
|                                                                      |
| Fuente ISTAT - elaboración gráfica de Wikipedia                      |